# 거미집의 성
《거미집의 성》(일본어: 蜘蛛巣城 쿠모노스쇼[*])은 1957년 개봉한 일본 영화다. 쿠로사와 아키라가 감독, 각본했다. 윌리엄 셰익스피어의 맥베스를 봉건시대 일본을 배경으로 번안하고, 일본 전통극인 노가쿠의 요소를 일부 차용했다. 주연은 미후네 토시로, 야마다 이스즈가 맡았다.

## 줄거리
제1막
1보루 대장 와시즈 타케토키(지네 문장을 사용)와 2보루 대장 미키 요시아키(토끼 문장을 사용)는 거미집 숲 속 성의 성주 츠즈키 쿠니마루(귤 문장을 사용)를 모시는 사무라이들이다. 전투에서 주군의 적을 쳐부수고 츠즈키의 성으로 돌아오는 길에 두 사무라이는 성 주위의 빽빽한 거미집 숲 속의 난데없는 오두막에서 물레를 젓는, 남자인지 여자인지도 구분이 안 되는 늙은이를 발견한다. 늙은이는 와시즈가 오늘 부로 북부 주둔지의 대전(大殿)이 될 것이며 언젠가는 거미집 성의 성주가 될 것이라고, 그리고 미키는 와시즈의 자리인 1보루 대장이 될 것이고 미키의 아들이 거미집 성의 성주가 될 것이라고 예언한 뒤 바람과 함께 홀연 사라진다. 츠즈키에게 돌아온 두 사무라이는 방금 전 귀신이 말했던 것과 똑같이 승진한다. 와시즈는 아내 아사지와 이 건에 관해 이야기를 나누고, 아사지는 츠즈키를 죽여 두 번째 예언도 실현시키자고 남편을 설득한다.
제2막
아사지가 성주의 호위대에게 술을 먹여 재우자 와시즈가 성주를 죽인다. 와시즈는 자기가 저지른 짓에 충격을 받고, 아사지가 피 묻은 창을 정신을 잃은 호위병 셋 중 한 명의 손에 쥐어준다. 그리고 성 안뜰을 향해 "살인이야"라고 소리친다. 호위병이 억울함을 호소하기도 전에 와시즈가 그를 베어 죽인다. 츠즈키의 아들 쿠니하루와 츠즈키의 심복 노리야스는 와시즈를 역적으로 의심하고 미키에게 경고한다. 하지만 미키는 친구를 믿고 그들의 경고를 무시한다. 와시즈는 미키를 의심쩍어하지만 그간 자기 부부 사이에 아이가 없었기 때문에 미키의 아들 요시테루를 후계자로 삼아 동맹을 다지려 한다. 와시즈는 연회 자리에서 미키에게 그 계획을 밝히려 하는데, 그 전에 아사지가 임신을 했다고 말한다. 자기 자식이 생기자 와시즈는 미키 부자를 죽여버릴 마음을 먹는다.
제3막
미키에게 자객을 보내고 연회 자리에서 와시즈는 불안한 마음에 폭음을 한다. 갑자기 미키의 환영이 나타나자 공황에 빠지고, 미키의 귀신이 앉은 자리를 칼로 내리치면서 미키를 다시 한번 죽이겠다고 고래고래 소리를 질러 자신이 미키를 죽였음을 여러 사람 앞에서 밝히고 만다. 아사지는 손님들에게 와시즈가 술이 취했으니 연회를 파해야겠다며 해산시킨다. 손님들이 사라지자마자 와시즈의 부하가 미키의 수급을 들고 들어온다. 요시테루는 말을 타고 도망쳤다고 고하자 분노한 와시즈는 부하를 찔러 죽인다.
제4막
얼마 뒤, 아이가 사산되고, 요시테루가 노리야스, 쿠니하루와 연합해 공격해오자 와시즈는 다시 한번 귀신을 만나기 위해 숲으로 향한다. 귀신은 거미집 숲이 성을 공격하지 않는다면 와시즈는 패배하지 않을 것이라 말한다. 와시즈는 숲이 움직이는 것은 불가능하니 자신은 무적인 것이냐고 묻지만 귀신은 웃음만 터뜨린다. 와시즈는 병사들의 사기를 돋우기 위해 과거의 예언을 밝히며 그것이 정확히 들어맞았음과, 이번에 새로 받은 예언의 내용을 말해주고, 병사들 역시 와시즈와 마찬가지로 용기를 얻는다. 다음 날 아침, 와시즈는 아내의 방에서 들리는 비명소리를 듣고 깨어난다. 아사지는 긴장증 상태에 빠져 손의 피가 씻기지 않는다며 미친 듯이 손을 씻고 있었다. 그리고 밖에서 소란한 소리가 들려와 나가 보니, 충격에 빠진 병사들이 숲의 나무들이 성을 공격하고 있다고 말한다.
제5막
와시즈는 병사들에게 각자 위치로 돌아가라고 명령하지만, 아무도 움직이지 않는다. 예언에 의해 와시즈가 패배할 것이 확실하다고 생각한 병사들은 와시즈의 목을 바쳐 항복할 생각으로, 와시즈가 츠즈키를 죽였다고 주장하며 와시즈에게 활을 쏜다. 와시즈는 화살을 맞아가며 도망가지만 화살 하나가 목을 관통하고, 결국 고슴도치가 되어 사망한다. 안개가 걷히고 나무가 움직이는 것은 사실 노리야스가 병사들에게 나무를 베어 기도비닉에 사용하라고 지시한 것이었음이 드러난다.

## 배역
| 배우            | 인물                           | 원작         |
| --------------- | ------------------------------ | ------------ |
| 미후네 토시로   | 와시즈 타케토키(鷲津 武時)     | 맥베스       |
| 야마다 이스즈   | 와시즈 아사지(鷲津 浅茅)       | 맥베스 부인  |
| 시무라 타카시   | 오다쿠라 노리야스(小田倉 則保) | 맥더프       |
| 쿠보 아키라     | 미키 요시테루(三木 義照)       | 플레언스     |
| 타치카와 히로시 | 츠즈키 쿠니마루(都築 国丸)     | 던컨         |
| 치아키 미노루   | 미키 요시아키(三木 義明)       | 뱅쿠오       |
| 사사키 타카마루 | 츠즈키 쿠니하루(都築 国春)     | 맬컴         |
| 코도우 코쿠텐   | 제1대장                        |              |
| 우에다 키치지로 | 와시즈의 부하                  |              |
| 미요시 에이코   | 하녀장                         |              |
| 나니와 치에코   | 모노노케 요파(物の怪の妖婆)    | 세 명의 마녀 |

## 평가
1961년, 『타임』은 쿠로사와와 《거미집의 성》을 “탐욕과 미신에 의한 생생한 지옥도”라며 고평가했다. 보슬리 크라우더는 『뉴욕 타임스』에 기고한 글에서 일본어로 된 셰익스피어극이라는 개념 자체가 매우 신선할 뿐 아니라, 영상화도 잘 되었다고 상찬했다. 대부분의 평론가들은 영화가 셰익스피어의 희곡의 구멍들을 시각적으로 적절히 채웠다는 데 동의했다. 영국 영화감독 제프리 리브와 피터 브룩은 이 영화가 걸작이라고 평했으나, 언어가 영어가 아니라는 이유로 셰익스피어물이라고 인정하는 것은 거부했다. 도널드 리치는 “안개, 바람, 나무, 박무, 이렇게 적은 것만으로 만들었으니 걸작”이라고 극찬했다.
원작 희곡과 달라진 부분이 매우 많지만 문학비평가들도 호의적으로 평가했다. 해럴드 블룸은 이 영화를 “최고의 『맥베스』 영화”라고 평했고, 실번 바넷은 이 영화가 어지간한 셰익스피어 영화보다 훨씬 더 잘 만들었다고 평했다.
현재 《거미집의 성》의 로튼 토마토 지수는 98%다.
수상 내역
| 상                   | 연도   | 분야       | 후보          | 결과 | Ref(s) |
| -------------------- | ------ | ---------- | ------------- | ---- | ------ |
| 키네마 준보상        | 1958년 | 여우주연상 | 야마다 이스즈 | 수상 | [ 17 ] |
| 마이니치 영화 콩쿠르 | 1957년 | 남우주연상 | 미후네 토시로 | 수상 | [ 18 ] |
| 마이니치 영화 콩쿠르 | 1957년 | 미술상     | 무라키 요시로 | 수상 | [ 18 ] |

## 참고 자료
- Barnet, Sylvan (1998). “Macbeth on Stage and Screen”. Macbeth. A Signet Classic.
- Bloom, Harold (1999). Shakespeare: The Invention of the Human. New York. ISBN 1-57322-751-X.
- Buchanan, Judith R. (2014). Shakespeare on Film. Routledge. ISBN 131787496X.
- Burnett, Mark Thornton (2014). “Akira Kurosawa”. Great Shakespeareans Set IV. 14-18. London, New Delhi, New York and Sydney: Bloomsbury. ISBN 1441145281.
- Davies, Anthony (1994). Filming Shakespeare's Plays: The Adaptations of Laurence Olivier, Orson Welles, Peter Brook, Akira Kurosawa. Cambridge University Press. ISBN 0521399130.
- Galbraith, Stuart IV (2008). The Toho Studios Story: A History and Complete Filmography. Lanham, Maryland, Toronto and Plymouth: The Scarecrow Press. ISBN 1461673747.
- Lei Jin (2009). “Silence and Sound in Kurosawa's Throne of Blood”. Shakespeare in Hollywood, Asia, and Cyberspace. West Lafayette, Indiana: Purdue University Press. ISBN 1557535299.
- Maltin, Leonard (September 2014). Leonard Maltin's 2015 Movie Guide. Penguin Group.
- McDougal, Stuart Y. (1985). Made into Movies: From Literature to Film. Holt, Rinehart, and Winston.
- Phillips, Chelsea (2013). “I Have Given Suck”. Shakespeare Expressed: Page, Stage, and Classroom in Shakespeare and His Contemporaries. Rowman & Littlefield. ISBN 1611475619.
- Richie, Donald (1998). The Films of Akira Kurosawa. Berkeley, Los Angeles and London: University of California Press. ISBN 0520220374.
- Yoshimoto, Mitsuhiro (2000). Kurosawa: Film Studies and Japanese Cinema. Duke University Press. ISBN 0822325195.